# 白油鯰
白油鯰，為輻鰭魚綱鯰形目長鬚鯰科的其中一種，分布於南美洲阿根廷巴拉那河流域，體長可達57公分，棲息在河川、湖泊、水塘，屬肉食性，生活習性不明。

## 擴展閱讀
維基物種上的相關：白油鯰